# 볼로냐 과정

볼로냐 과정 또는 볼로냐 프로세스(영어: Bologna Process)는 영국, 프랑스, 독일, 이탈리아 등 29개 유럽 국가들이 이탈리아 볼로냐에서 모여 2010년까지 단일한 고등교육제도를 설립, 유럽 대학들의 국제 경쟁력을 높이고자 1999년에 출범한 프로그램이다.(볼로냐 선언) 그 후 유럽연합에 속하지 않은 국가들도 참여해 회원수가 48개국으로 늘었다. 프로그램의 완성 목표 년도는 2010년이며, 현재 약 20여개국이 대학 개혁을 완성해 나가고 있다.
볼로냐 프로세스에 따르면 가맹국 내에서는 대학 졸업장 하나로 모든 나라를 넘나들 수 있게 된다. 다시 말해, 유럽 어느 대학을 나오든 유럽 국가에서는 어디서든지 취업을 할 수 있는 자격 요건을 갖추게 되었다는 의미이다. 교육도 경쟁이 된 현 시점에서 유럽 대학들이 제휴를 통해 경쟁력을 강화시키고 그로 인해 인재 확보를 꾀함을 엿볼 수 있다.

## 볼로냐 과정의 주요진척 상황
첫째, 국립대학들의 학위제를 통일시켰다. 이전까지 유럽 대학들은 학사와 석사 과정을 통합해 배우는 마스터 과정을 운영해왔다. 하지만 볼로냐 프로세스는 이를 미국식 학사, 석사, 박사 제도로 학제를 개편했다.

첫 번째 주기(first cycle)는 180–240 ECTS 학점(3-4년)이며 각 학년 (academic year)에 60학점 이상이어야 한다. 보통 학사 학위를 수여한다.
두 번째 주기(second cycle)는 60–120 ECTS 학점(1-2년)이며 각 학년 (school year)에 60학점 이상이어야 한다. 보통 석사 학위를 수여한다.
세 번째 주기(third cycle)에는 명확한 학점 규정은 없지만, 일반적으로 120-420 ECTS이다. 박사 학위를 수여한다.

개편한 학제는 이탈리아 기준으로는 다음과 같다.
| 1년 2년 3년     | 4년 5년       | 6년 7년 8년   |
| --------------- | ------------- | ------------- |
| Bachelor - 학사 | Master - 석사 | Doctor - 박사 |

위 표에서 보듯 3년의 고등교육을 받은 후에는 학사학위를 받아 직업 세계에 뛰어들 수 있도록 개편하였고, 학사 학위 취득 후 추가적인 연구는 석사와 박사 학위를 밟도록 하는 3-2-3 시스템을 유럽 공통 표준 모델로 하게 되었다.

둘째, 대학 교육 품질을 보증하기 위해 〈국가인증제도〉가 도입되었다. 대학 통합이 가능하려면 유럽의 모든 대학들이 일정 수준의 교육을 실시해야 한다. 그러자면 국가 차원에서 대학 교육의 질을 관리하여야 하며, 그로 인해 대학 교육의 질을 관리 할 수 있게 된다. 국가인증제도를 통해 교육의 질을 인정받은 나라의 대학들끼리는 졸업장이 어느나라에서든 사용하는 것이 가능하게 되었다.

결론적으로 볼로냐 프로세스는 유럽 공통의 교육 프로세스로서, 상호 경쟁이 치열한 여러 기업들이 합병, 제휴를 하는 것처럼 유럽 교육계에서 대학들이 제휴와 합병을 통해 경쟁력을 강화시키려는 것으로 볼 수 있다.

## 같이 보기
- 라우레아 (Laurea)
- 이탈리아의 교육
- 볼로냐 대학교
- 유럽 학점 이수 시스템 (European Credit Transfer and Accumulation System, ECTS)
- 디플로마 (Diploma)

## 참고 자료
- 2009 제2회 유럽 유학 및 장학 설명회 유인물 《유럽고등교육개혁과 볼로냐 프로세스》
- 유럽고등교육지역의 역사 http://www.ehea.info/pid34248/history.html